# Venkei Tibor
Venkei Tibor, születési nevén Vlasics Tibor György (Szeged, 1906. október 19. – Budapest, 1983. február 17.) orvos, bőrgyógyász, onkológus, az orvostudományok kandidátusa (1953), doktora (1964).

## Életpályája
Vlasics Károly (1882–1968) festő, temetkezési intézeti üzletvezető és Polner Róza Erzsébet fiaként született. Középiskolai tanulmányait a szegedi Állami Klauzál Gábor Főgimnáziumban végezte, ahol 1924-ben tett érettségi vizsgát. Orvosi oklevelét a szegedi Ferenc József Tudományegyetemen szerezte meg 1930-ban, majd az egyetem Bőr- és Nemikórtani Klinikáján helyezkedett el díjas gyakornokként. 1935-ben ugyanott tanársegédi, 1940-ben A bőr szerkezete, működése ép és kóros viszonyok között című tárgykörből egyetemi magántanári kinevezést kapott. 1940-től a Máramarosszigeti Állami Kórház megbízott főorvosa, a következő évtől bőrgyógyász-főorvosa lett. 1943-tól a Nagyváradi Magyar Királyi Állami Kórházban, 1944-től a budapesti Szent János Kórházban, 1945-től a Budapest-Magdolnavárosi Kórházban dolgozott. 1950 és 1954 között orvosalezredesként katonai szolgálatot teljesített. 1954-től az Országos Onkológiai Intézet igazgató-főorvosa, 1959-től osztályvezető főorvosa. 1968-tól címzetes egyetemi tanárként adott elő a Szegedi Orvostudományi Egyetemen.
1955-től 1966-ig a Bőrgyógyászati és Venerológiai Szemle felelős szerkesztője volt.

## Családja
1939 decemberében Budapesten feleségül vette Pető Marianne középiskolai tanárnőt, Pető Endre rendőrtanácsos és Horváth Edit lányát.

## Főbb művei
- A Waelsch-féle húgycsőhurut és a lymphogranuloma inguinale okozta húgycsőlob azonossága. Melczer Miklóssal. (Orvosi Hetilap, 1938, 51.)
- Fertőzéses eredetű-e a pikkelysömör? (Orvosi Hetilap, 1940, 48.)
- A pikkelysömör állatra ojthatósága. (Orvosi Hetilap, 1941, 1.)
- A negyedik nemibetegség lappangó (latens) alakjáról. (Orvosok Lapja, 1947, 36.)
- A fokális megbetegedések és a tonsillektomia javallatai a bőrgyógyászatban. (Honvédorvos, 1952, 10.)
- Bullosis mechanikával szövődött progrediáló naevus flammeus katonaegészségügyi szempontból érdekes esete. Borza Lászlóval. (Honvédorvos, 1952, 11.)
- Az epidermolysis bullosa hereditariáról kilenc észlelt eset alapján. Borza Lászlóval. (Orvosi Hetilap, 1952, 21.)
- A járóképesség zavarai és azok kezelése katonaorvosi szempontból. Borza Lászlóval. (Katonaorvosi Szemle, 1953, 12.)
- A járóképesség zavarai és kezelésük katonaorvosi szempontból. Borza Lászlóval. (Katonaorvosi Szemle, 1954, 2.)
- A dermatitis seborrhoides és Leiner-féle erythrodermia desquamativa kóroktanáról II. A bőrjelenségek és a következményes általános tünetek egységes szemlélete. Nádrai Andorral. (Orvosi Hetilap, 1956, 29.)
- Mustármannit (BCM) kezeléssel tünetmentessé vált granuloma fungoides esete. Bakos Lászlóval. (Orvosi Hetilap, 1957, 17.)
- Early diagnosis, pathohistology and treatment of malignant tumours of the skin (Sugár Jánossal, Budapest, 1965)
- A bőrrák korai diagnózisa és kezelése (Budapest, 1978)

## Díjai, elismerései
- Munka Érdemrend arany fokozata (1976)[9]
- Kaposi Mór-emlékérem (1976)
- Krompecher Ödön-emlékérem (1980)